# Forcipomyia caesariata
Forcipomyia caesariata är en tvåvingeart som beskrevs av Debenham 1983. Forcipomyia caesariata ingår i släktet Forcipomyia och familjen svidknott. Inga underarter finns listade i Catalogue of Life.